# НЛ-15
НЛ-15 - надувная лодка 

Надувная лодка НЛ-15 предназначена для десантной переправы войск.

Надувная лодка НЛ-15 принята на вооружение взамен НДЛ-10.

## Техническое описание
Надувная лодка НЛ-15 имеет надувную камеру с семью отсеками. Для снаряжения лодки снимается чехол, затем лодка раскладывается на земле и при помощи меха и шланга надувается воздухом. В начале надувания вкладывается деревянное днище.

### Технические характеристики
- масса – 95 кг;
- грузоподъемность – 1,5 т;
- десант – 12+3 (расчет) чел.;
- скорость передвижения с забортным мотором – 8 км/ч;
- скорость передвижения на веслах – 5 км/ч;
- длина – 5,62 м;
- ширина - 1,69 м;